# 568 Cheruskia
568 Cheruskia је астероид главног астероидног појаса са пречником од приближно 86,99 km.
Афел астероида је на удаљености од 3,361 астрономских јединица (АЈ) од Сунца, а перихел на 2,405 АЈ.
Ексцентрицитет орбите износи 0,165, инклинација (нагиб) орбите у односу на раван еклиптике 18,386 степени, а орбитални период износи 1788,740 дана (4,897 године).
Апсолутна магнитуда астероида је 9,10 а геометријски албедо 0,053.
Астероид је откривен 26. јула 1905. године.